# Мезентериум
Мезентериум (от лат. mesenterium – „по средата на червата“), наричан още опорак, е човешки орган, който се намира в храносмилателната система. Класифициран е като отделен орган от 2012 г.

## История
Леонардо да Винчи дава едно от първите описания на мезентериума, но едва до 2012 г. се счита, че е серия от отделни структури, които държат червата прикрепени към коремната стена, като поредица от греди.

## Откриване на новия орган
От Университета на Лимерик, Ирландия, извършват сложна микроскопска работа, за да потвърдят, че всички структури са взаимосвързани като част от една цялостна конструкция. Голяма част от работата е извършена върху пациенти, подложени на операция за премахване на целия или голяма част от черния дроб. В резултат от 2012 г. новият орган е изучаван като такъв от студенти по медицина, а през 2017 г. е добавен към известния учебник „Анатомията на Грей“. Келвин Кофи (Calvin Coffey), професор по хирургия в Университета на Лимерик и автор на изследването, заявява: „В доклада, който е рецензиран и оценен, казваме, че имаме орган в тялото, който до момента не е смятан за такъв“.

## Предназначение
Медицинските експерти все още не са запознати с предназначението на този орган, освен поддържащата му природа. Мезентериумът е орган, образуван от двойната гънка на перитонеума, като прикрепя червата към задната коремна стена. Помага за съхраняване на мазнини и позволява на кръвоносните съдове, лимфните съдове и нервите да снабдяват червата, наред с други функции.